# Потапово (Монастырщинский район)
Потапово — деревня в Монастырщинском районе Смоленской области России. Входит в состав Новомихайловского сельского поселения. По состоянию на 2007 год постоянного населения не имеет.

## География
Расположена в западной части области в 15 км к западу от Монастырщины, в 54 км западнее автодороги А141 Орёл — Витебск, на берегу реки Молоховка. В 56 км восточнее деревни расположена железнодорожная станция Энгельгардтовская на линии Смоленск — Рославль.

## История
По словам коренных жителей была основана тремя беглыми шляхтичами-поляками. Деревня значительно отличалась на фоне окружающих поселений: много грамотных и зажиточных. Из поколения в поколение именно оттуда выбирались мирские судьи.  
В XIX веке один из жителей деревни был садовником у местного пана, который увлекался разведением редких сортов плодово-ягодных культур. Пан разрешал брать саженцы и для личного хозяйства. В результате деревня славилась на всю округу уникальным садом.
В годы Великой Отечественной войны деревня была оккупирована гитлеровскими войсками в июле 1941 года, освобождена в сентябре 1943 года.